# Bactrochondria tuase
Bactrochondria tuase – gatunek widłonoga z rodziny Chondracanthidae. Nazwa naukowa tego gatunku skorupiaków została opublikowana w 2011 roku przez biologów Ju-shey Ho, Ching-Long Lin i Wei-Cheng Liu.